# Франсина Петровић Његош
Франсина Петровић Његош, девојачко Франсина Наваро (фр. Francine Navarro; Казабланка, 27. јануар 1950 — Париз, 6. август 2008) је била црногорска принцеза.
Рођена је у Казабланци (Мароко), као најстарија од петоро дјеце. Отац јој је Антоан Наваро, француски легионар, Мароканац шпанског поријекла, а мајка Рашел Вазана-Наваро, сефардска Јеврејка. Била је супруга Николе Петровић Његоша, принца бивше краљевске породице Петровић-Његош. Дјеца су јој Алтинај и Борис. Франсина Наваро је дипломирала право у Паризу, а умјесто струком бавила се модом.

## Породица

### Родитељи
| име           | слика | датум рођења | датум смрти |
| ------------- | ----- | ------------ | ----------- |
| Антоан Наваро |       | 1922.        | 1989.       |
| Рашел Вазана  |       | 1929.        | 2020        |

### Супружник
| име                   | слика | датум рођења |
| --------------------- | ----- | ------------ |
| Никола Петровић Његош |       | 7. јул 1944. |

### Деца
| име                   | слика | датум рођења      | супружник         |
| --------------------- | ----- | ----------------- | ----------------- |
| Алтинаја од Црне Горе |       | 27. октобар 1977. | Антон Мартинов    |
| Борис од Црне Горе    |       | 21. јануар 1980.  | Вероника да Силва |